# José Delicado Baeza
José Delicado Baeza (Almansa, 19 gennaio 1927 – Valladolid, 17 marzo 2014) è stato un arcivescovo cattolico spagnolo.

## Biografia
José Delicado Baeza nacque ad Almansa il 19 gennaio 1927.

### Formazione e ministero sacerdotale
Dopo aver conseguito il diploma di maturità, nel 1944 entrò nel seminario di Malaga dove studiò filosofia. Nel 1947 si trasferì per studiare teologia alla Pontificia Università di Salamanca.
Il 22 luglio 1951 fu ordinato presbitero ad Almansa. In seguito fu vicario coadiutore della parrocchia dell'Immacolata Concezione ad Albacete, professore dell'Istituto teologico diocesano e assistente ecclesiastico dei movimenti per i giovani e adulti. Nel 1952 venne nominato canonico della cattedrale di Albacete e l'anno successivo direttore spirituale e professore del seminario e del post-seminario, dirigendo numerosi esercizi spirituali. Scrisse numerosi articoli, in particolare su questioni pastorali, fu relatore in varie assemblee nazionali e, come membro della chiesa di Santa Maria in Monserrato degli Spagnoli a Roma, predispose diverse pubblicazioni su spiritualità sacerdotale, pastorale e altri argomenti. Nel 1964 fu nominato vicario generale per la pastorale della diocesi.

### Ministero episcopale
Il 7 agosto 1969 papa Paolo VI lo nominò vescovo di Tui-Vigo. Ricevette l'ordinazione episcopale il 28 settembre successivo ad Albacete dal cardinale Arturo Tabera Araoz, arcivescovo metropolita di Pamplona, co-consacranti il vicario castrense per la Spagna José Ángel López Ortiz e l'arcivescovo metropolita di Valencia José María García Lahiguera. Prese possesso della diocesi il 4 ottobre successivo.
Il 18 aprile 1975 lo stesso papa Paolo VI lo nominò arcivescovo metropolita di Valladolid. Prese possesso dell'arcidiocesi il 7 giugno successivo.
Come arcivescovo, svolse un grande lavoro in diversi campi. Dinamizzò le strutture della diocesi lanciando varie organizzazioni partecipative che aprirono canali di partecipazione per sacerdoti e laici e diede vita a programmi pastorali e ad incontri e riunioni, sia a livello diocesano sia nella Chiesa di Castiglia. Diede origine alla convocazione "spirito di Villagarcía de Campos", che segnò le grandi linee pastorali di tutte le diocesi castigliane. Incoraggiò le iniziative della Fondazione Las Edades del Hombre, il cui obiettivo è la diffusione e la promozione dell'arte sacra nella Castiglia e León. Grazie a queste furono costruite 14 nuove parrocchie e case canoniche e, tra le altre cose, furono ristrutturati l'arcivescovado, il seminario, l'archivio diocesano, la casa sacerdotale e il centro di spiritualità.
Nel suo ruolo di insegnante, pubblicò più di venti libri sulla spiritualità sacerdotale, sulla pastorale e altri argomenti, come: Pastoral Diocesana al día, ¿Qué es ser obispo hoy? e Sacerdotes esperando a Godot, oltre 100 lettere pastorali e 1300 lettere settimanali, conferenze e omelie.
Come parte del suo lavoro come arcivescovo, cresimò 113 000 giovani e ordinò 160 presbiteri, tra cui 91 diocesani, e 5 diaconi permanenti.
In seno alla Conferenza episcopale spagnola fu membro della commissione per il clero dal 1975 al 1978, presidente della stessa dal 1978 al 1981, vicepresidente della Conferenza dal 1981 al 1988 e presidente della commissione per l'insegnamento e la catechesi dal 1988 al 1992.
Il 28 agosto 2002 papa Giovanni Paolo II accettò la sua rinuncia al governo pastorale dell'arcidiocesi per raggiunti limiti di età. Il 6 ottobre successivo presiedette una messa di ringraziamento per il suo lungo ministero. Continuò a risiedere a Valladolid e a partecipare alle celebrazione liturgiche e a tenere conferenze.
Morì in una residenza delle Piccole sorelle dei poveri a Valladolid il 17 marzo 2014 all'età di 87 anni. Le esequie si tennero il giorno successivo alle ore 17 nella cattedrale di Valladolid e furono presiedute da monsignor Ricardo Blázquez Pérez. Vi presero parte più di venti vescovi, varie autorità civili e un grande numero di sacerdoti e fedeli. Al termine del rito fu sepolto nella cappella del Santuario.

## Genealogia episcopale
La genealogia episcopale è:
- Cardinale Scipione Rebiba
- Cardinale Giulio Antonio Santori
- Cardinale Girolamo Bernerio, O.P.
- Arcivescovo Galeazzo Sanvitale
- Cardinale Ludovico Ludovisi
- Cardinale Luigi Caetani
- Cardinale Ulderico Carpegna
- Cardinale Paluzzo Paluzzi Altieri degli Albertoni
- Papa Benedetto XIII
- Papa Benedetto XIV
- Cardinale Enrico Enriquez
- Cardinale Francisco de Solís Folch de Cardona
- Vescovo Agustín Ayestarán Landa
- Arcivescovo Romualdo Antonio Mon y Velarde
- Cardinale Francisco Javier de Cienfuegos y Jovellanos
- Cardinale Cirilo de Alameda y Brea, O.F.M.
- Cardinale Juan de la Cruz Ignacio Moreno y Maisanove
- Cardinale José María Martín de Herrera y de la Iglesia
- Vescovo Leopoldo Eijo y Garay
- Cardinale Arturo Tabera Araoz, C.M.F.
- Arcivescovo José Delicado Baeza